# Haut-commissaire de la République en Nouvelle-Calédonie
 (mai 2024).

Emblème de la Nouvelle-Calédonie.

Le haut-commissaire de la République en Nouvelle-Calédonie est le représentant de l'État français en Nouvelle-Calédonie, avec rang de préfet, généralement appelé localement dans les médias « Haussaire ». Ses compétences depuis l'accord de Nouméa de 1998 et la loi organique sur la Nouvelle-Calédonie de 1999 ont été réduites. La partie de la loi organique qui le concerne tout particulièrement est le Titre VI.
Il est « nommé par décret du président de la République délibéré en Conseil des ministres » (art. 200), comme n'importe quel préfet. Il fait publier les lois du pays avec le contreseing du président du gouvernement de la Nouvelle-Calédonie. Il assure leur publication, ainsi que tout règlement administratif, au journal officiel. Il préside le Conseil des mines. Il est chargé de l'organisation des services relevant des pouvoirs régaliens de l'État : notamment la sécurité et la justice. C'est lui également qui gère les cellules de crise liées à des événements climatiques, comme les cyclones. Il assiste de droit aux Comité des signataires de l'accord de Nouméa, et est le garant de l'application de ce dernier en tant que représentant de l'État.
L'État a été représenté en Nouvelle-Calédonie depuis sa prise de possession par la France en 1853 successivement par des commandants de 1853 à 1860, puis par un gouverneur de 1860 à 1981 (lequel a également porté le titre de commissaire général de la République française dans l'océan Pacifique à partir du 28 février 1901 et de haut-commissaire de la France dans l'archipel des Nouvelles-Hébrides à partir du 11 janvier 1907, ces deux postes étant associés à la fonction de gouverneur jusque respectivement 1981 et 1980, avec une coupure entre 1941 et 1943) et depuis 1981 par un Haut-commissaire de la République, délégué du Gouvernement.
Il réside au Haut-commissariat, situé au no 1 de l'avenue du Maréchal-Foch à Nouméa.

## Liste des commandants pour la Nouvelle-Calédonie (1853-1860)

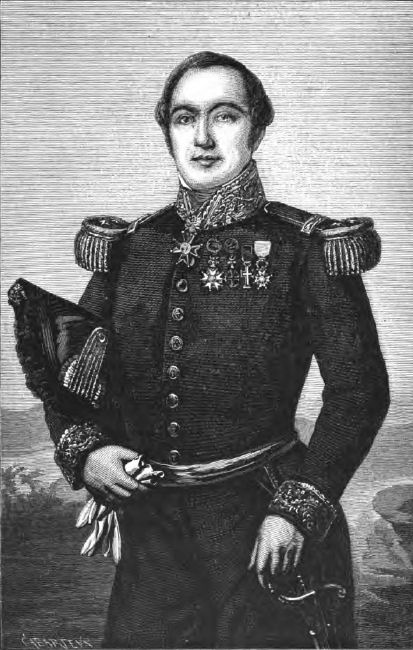
L'amiral Auguste Febvrier-Despointes.

Source pour les listes : Site du Congrès de Nouvelle-Calédonie et Worldstatesmen.org.
| Début             | Fin              | Identité                                                                                 |
| ----------------- | ---------------- | ---------------------------------------------------------------------------------------- |
| 24 septembre 1853 | 1er janvier 1854 | Auguste Febvrier-Despointes (contre-amiral)                                              |
| 1er janvier 1854  | 31 octobre 1854  | Louis Tardy de Montravel (capitaine de vaisseau)                                         |
| 18 janvier 1855   | 28 octobre 1856  | Joseph du Bouzet (capitaine de vaisseau)                                                 |
| 18 janvier 1855   | 21 décembre 1856 | Jules Testard (chef de bataillon, suppléant pour du Bouzet jusqu'au 28 octobre 1856)     |
| 25 mai 1856       | 5 mai 1857       | Eugène Le Bris (capitaine de corvette, suppléant pour Testard jusqu'au 21 décembre 1856) |
| 21 décembre 1858  | 20 mars 1859     | ? Roussel (capitaine du génie)                                                           |
| 20 mars 1859      | 1er juillet 1860 | Jean Durand (chef de bataillon)                                                          |
| 22 mai 1859       | 2 avril 1860     | Jean-Marie Saisset (suppléant pour Durand)                                               |

## Liste des gouverneurs de Nouvelle-Calédonie (1860-1981)

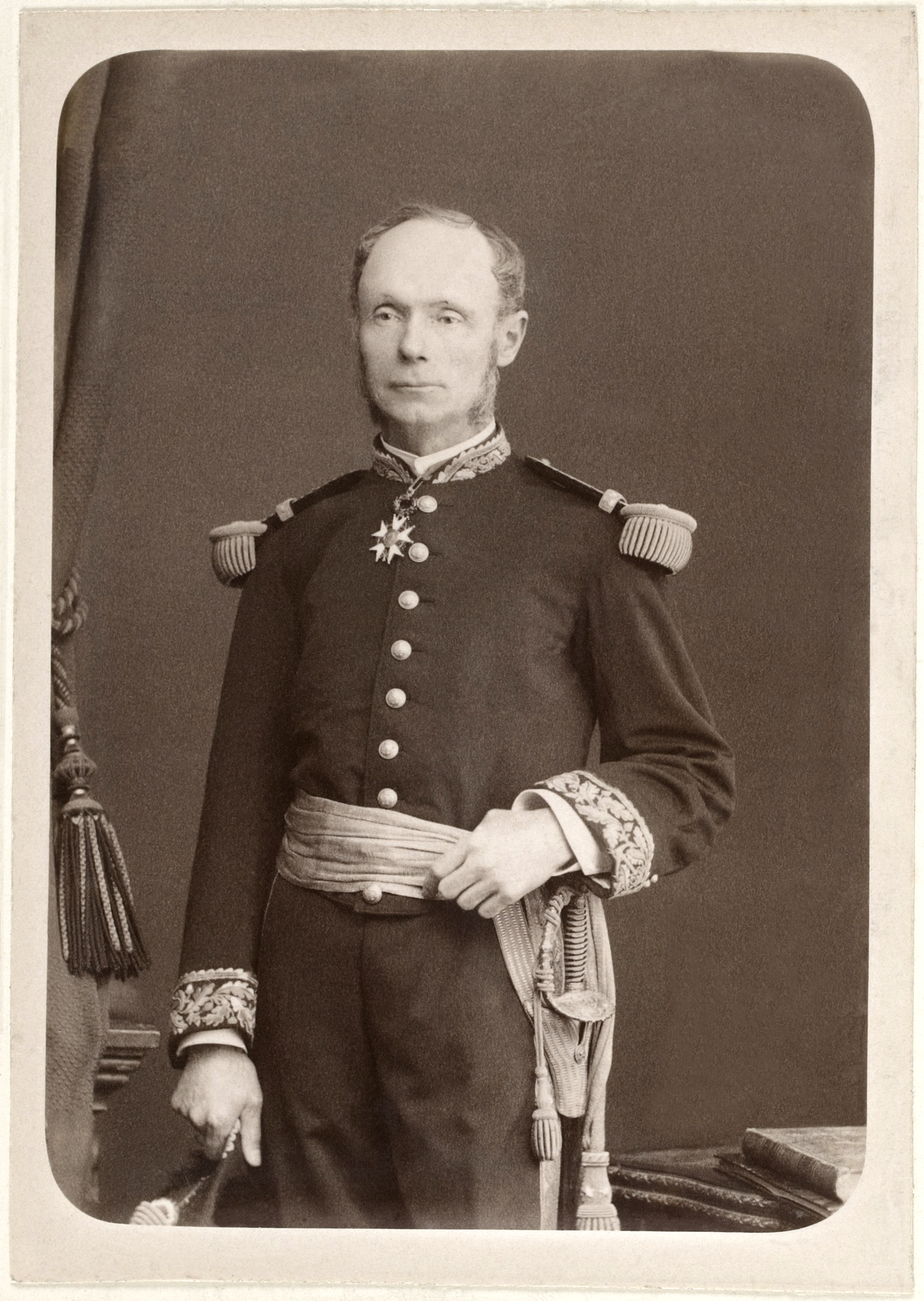
Amédée Courbet.

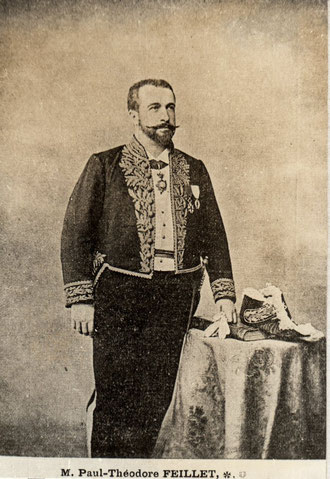
Paul Feillet.

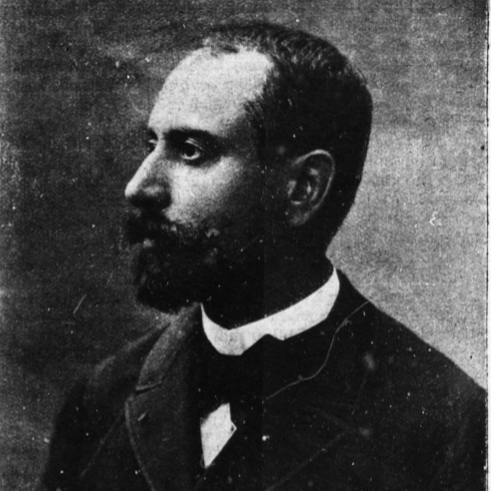
Victor Liotard.

| Début             | Fin                 | Identité |
| ----------------- | ------------------- | --- |
| 2 juin 1862       | 13 mars 1870        | Charles Guillain (capitaine de vaisseau) |
| 13 mars 1870      | 26 août 1870        | Jacques Ruillet (lieutenant-colonel, par intérim) |
| 26 août 1870      | 25 septembre 1874   | Louis Eugène Gaultier de La Richerie (capitaine de vaisseau) |
| 25 septembre 1874 | 27 février 1875     | Louis Alleyron (colonel, par intérim) |
| 27 février 1875   | 11 avril 1878       | Léopold de Pritzbuer (capitaine de vaisseau) |
| 11 avril 1878     | 8 août 1880         | Jean Olry (capitaine de vaisseau) |
| 8 août 1880       | 29 septembre 1882   | Amédée Courbet (capitaine de vaisseau) |
| 29 septembre 1882 | 22 juillet 1884     | Léopold Pallu de la Barrière (capitaine de vaisseau) |
| 22 juillet 1884   | 13 mai 1886         | Adolphe Le Boucher |
| 13 mai 1886       | 5 juin 1886         | Jacques-Marie-Benjamin-Arthur Ortus (lieutenant-colonel, par intérim) |
| 5 juin 1886       | 30 juillet 1888     | Louis Nouët |
| 30 juillet 1888   | 20 décembre 1888    | Delphino Moracchini (par intérim) |
| ?                 | Vers septembre 1888 | Clément Thomas |
| ?                 | 28 septembre 1888   | ? Pons (colonel, par intérim) |
| 28 septembre 1888 | 14 avril 1891       | Noël Pardon |
| 14 avril 1891     | 10 décembre 1892    | Émile Laffon (par intérim jusqu'au 28 janvier 1892) |
| 10 décembre 1892  | 21 février 1894     | Albert Picquié (par intérim) |
| 21 février 1894   | 10 juin 1894        | Léon Gauharou (par intérim) |
| 10 juin 1894      | 2 septembre 1903    | Paul Feillet, commissaire général de la République dans l'océan Pacifique à partir du 28 février 1901                                                                                        |
| 6 juin 1896       | 2 juin 1897         | Aristide Le Fol (suppléant pour Feillet) |
| 10 février 1900   | 14 décembre 1900    | Jean-Baptiste Colardeau (suppléant pour Feillet) |
| 14 décembre 1900  | 2 mai 1901          | Édouard Telle (suppléant pour Feillet) |
| 22 octobre 1902   | 14 novembre 1902    | Édouard Telle (suppléant pour Feillet) |
| 14 novembre 1902  | 17 mai 1905         | Édouard Picanon (suppléant pour Feillet jusqu'au 2 septembre 1903) |
| 17 mai 1905       | 17 septembre 1906   | Charles Rognon (par intérim) |
| 17 septembre 1906 | 18 mars 1908        | Victor Liotard, commissaire général dans le Pacifique, ainsi que haut-commissaire de la France dans l'archipel des Nouvelles-Hébrides à partir du 22 mars 1907                               |
| 18 mars 1908      | 24 mai 1908         | Pierre Brun (par intérim) |
| 24 mai 1908       | 6 juin 1913         | Jules Louis Richard, commissaire général dans le Pacifique, haut-commissaire aux Nouvelles-Hébrides                                                                                          |
| 16 septembre 1909 | 6 juillet 1910      | Adrien Bonhoure (suppléant pour Richard), gouverneur des colonies |
| 6 juillet 1910    | 17 juillet 1910     | Auguste Brunet (1re fois, suppléant pour Richard) |
| 14 février 1912   | 27 juillet 1914     | Auguste Brunet (suppléant pour Richard jusqu'au 6 juin 1913), commissaire général dans le Pacifique, haut-commissaire aux Nouvelles-Hébrides                                                 |
| 27 juillet 1914   | 15 août 1923        | Jules Repiquet (par intérim jusqu'au 5 février 1918), commissaire général dans le Pacifique, haut-commissaire aux Nouvelles-Hébrides                                                         |
| 23 mai 1919       | 6 janvier 1921      | Joseph Joulia (suppléant pour Repiquet) |
| 12 septembre 1923 | 16 mars 1925        | Henri d'Arboussier (par intérim) |
| 16 mars 1925      | 2 juillet 1932      | Joseph Guyon, commissaire général dans le Pacifique, haut-commissaire aux Nouvelles-Hébrides                                                                                                 |
| 29 mai 1929       | 22 mai 1930         | Henri d'Arboussier (suppléant pour Guyon) |
| 22 mai 1930       | 20 décembre 1930    | Gabriel Thaly (suppléant pour Guyon) |
| 20 juillet 1932   | 6 avril 1933        | Léonce Jore (1refois, par intérim), gouverneur des colonies |
| 3 mai 1933        | 3 décembre 1936     | Bernard Siadoux, commissaire général dans le Pacifique, haut-commissaire aux Nouvelles-Hébrides                                                                                              |
| 3 décembre 1936   | 3 juillet 1938      | Marcel Marchessou, commissaire général dans le Pacifique, haut-commissaire aux Nouvelles-Hébrides                                                                                            |
| 3 juillet 1938    | 7 août 1939         | Léonce Jore (2e fois), commissaire général dans le Pacifique, haut-commissaire aux Nouvelles-Hébrides                                                                                        |
| 7 août 1939       | 20 octobre 1939     | René Barthes, commissaire général dans le Pacifique, haut-commissaire aux Nouvelles-Hébrides                                                                                                 |
| 20 octobre 1939   | 29 août 1940        | Georges-Marc Pélicier, commissaire général dans le Pacifique, haut-commissaire aux Nouvelles-Hébrides                                                                                        |
| 29 août 1940      | 19 septembre 1940   | Maurice Denis (lieutenant-colonel, Régime de Vichy), commandant supérieur des troupes du groupe Pacifique, commissaire général dans le Pacifique, haut-commissaire aux Nouvelles-Hébrides    |
| 19 septembre 1940 | 6 mai 1942          | Henri Sautot (France libre), commissaire général dans le Pacifique, haut-commissaire aux Nouvelles-Hébrides jusqu'à juillet 1941, remplacé à ces deux postes par Georges Thierry d'Argenlieu |
| 29 juillet 1942   | 23 juin 1943        | Auguste Montchamp (France libre, par intérim), gouverneur des colonies |
| 15 septembre 1943 | 13 février 1944     | Christian Laigret (CFLN, par intérim) |
| 14 février 1944   | 28 janvier 1947     | Jacques Tallec, commissaire général dans le Pacifique, haut-commissaire aux Nouvelles-Hébrides                                                                                               |
| 29 janvier 1947   | 10 mai 1948         | Georges Parisot, Commissaire général dans le Pacifique, haut-commissaire aux Nouvelles-Hébrides                                                                                              |
| 10 mai 1948       | 5 juillet 1951      | Pierre Cournarie commissaire général dans le Pacifique, haut-commissaire aux Nouvelles-Hébrides                                                                                              |
| 5 juillet 1951    | 21 octobre 1951     | Paul Bordarier (par intérim) |
| 21 octobre 1951   | 24 juillet 1954     | Raoul Angammarre, commissaire général dans le Pacifique, haut-commissaire aux Nouvelles-Hébrides                                                                                             |
| 30 septembre 1954 | 3 février 1956      | René Hoffherr, commissaire général dans le Pacifique, haut-commissaire aux Nouvelles-Hébrides                                                                                                |
| 2 mars 1956       | 1er décembre 1958   | Aimé Grimald, commissaire général dans le Pacifique, haut-commissaire aux Nouvelles-Hébrides, chef du Territoire à partir du 22 juillet 1957                                                 |
| 1er décembre 1958 | 9 janvier 1963      | Laurent Péchoux, commissaire général dans le Pacifique, haut-commissaire aux Nouvelles-Hébrides, chef du Territoire                                                                          |
| 18 mars 1961      | 20 juillet 1961     | Georges Poulet (suppléant pour Péchoux) |
| 9 janvier 1963    | 14 février 1965     | Casimir Marc Biros, commissaire général dans le Pacifique, haut-commissaire aux Nouvelles-Hébrides, chef du Territoire                                                                       |
| 14 février 1965   | 16 octobre 1969     | Jean Risterucci, commissaire général dans le Pacifique, haut-commissaire aux Nouvelles-Hébrides, chef du Territoire                                                                          |
| 20 octobre 1969   | 1er décembre 1973   | Louis Verger, commissaire général dans le Pacifique, haut-commissaire aux Nouvelles-Hébrides, chef du Territoire                                                                             |
| 9 janvier 1974    | 16 décembre 1978    | Gabriel Ériau, commissaire général dans le Pacifique, haut-commissaire aux Nouvelles-Hébrides, chef du Territoire                                                                            |
| 16 décembre 1978  | 11 décembre 1981    | Claude Charbonniaud, commissaire général dans le Pacifique, haut-commissaire aux Nouvelles-Hébrides jusqu'au 30 juillet 1980, chef du Territoire                                             |

## Liste des hauts-commissaires de la République, délégués du Gouvernement (depuis 1981)

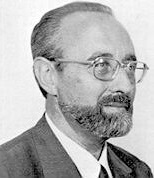
Edgard Pisani.

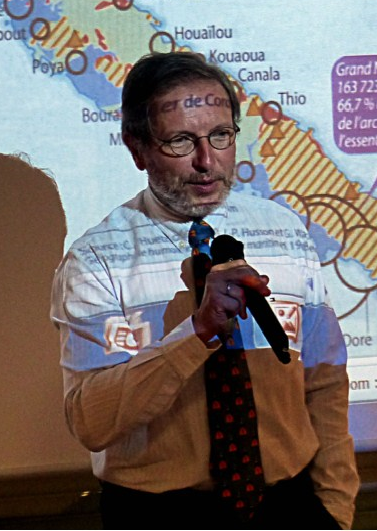
Jean-Jacques Brot.

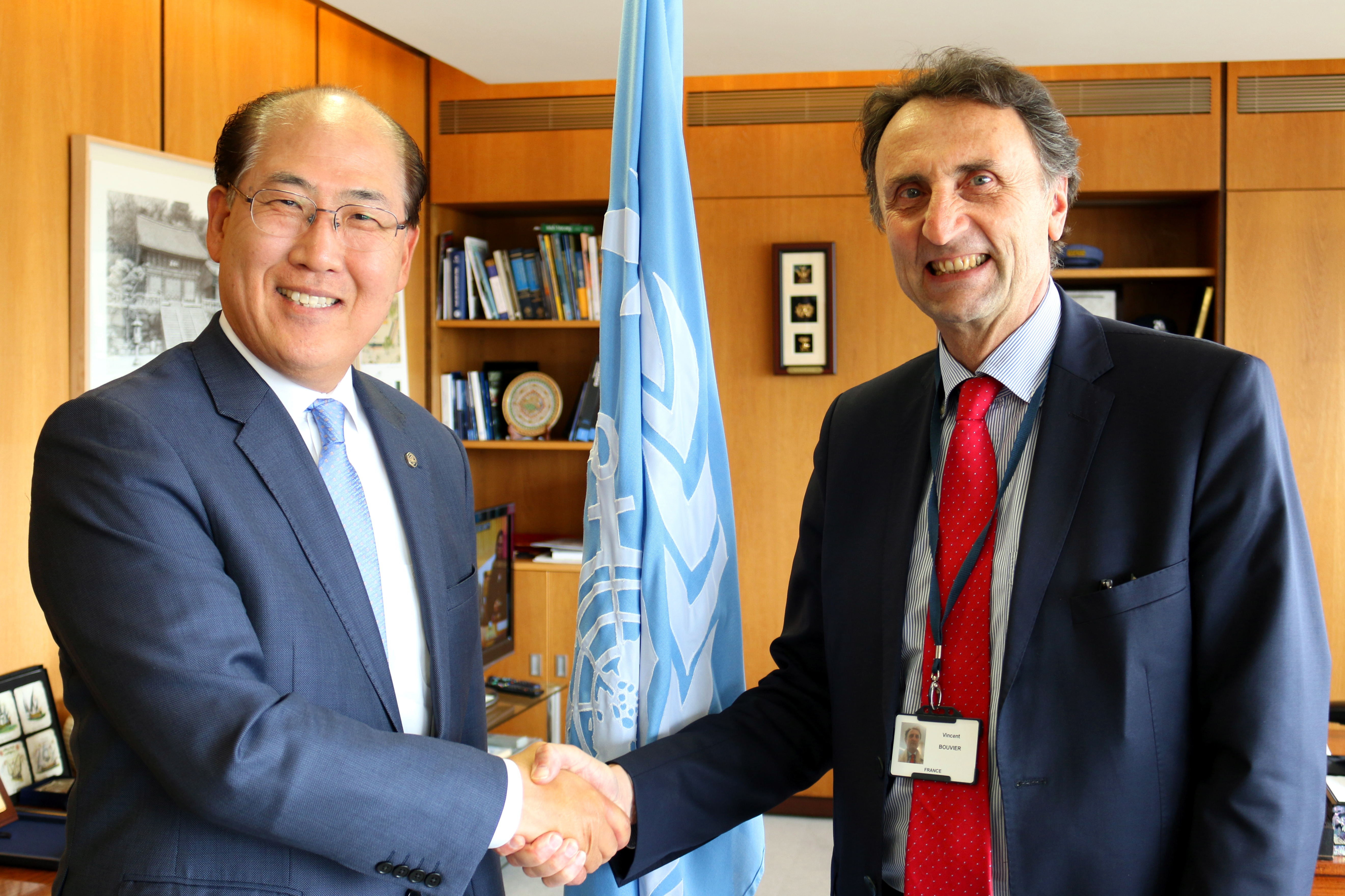
Vincent Bouvier (à dr.).

| Début             | Fin              | Identité                                                           |
| ----------------- | ---------------- | ------------------------------------------------------------------ |
| 19 décembre 1981  | 28 octobre 1982  | Christian Nucci                                                    |
| 28 octobre 1982   | 5 décembre 1984  | Jacques Roynette                                                   |
| ? janvier 1985    | 22 mai 1985      | Edgard Pisani                                                      |
| 31 mai 1985       | 1er août 1986    | Fernand Wibaux                                                     |
| 1er août 1986     | 12 août 1986     | Bernard Lemaire (par intérim)                                      |
| 12 août 1986      | 28 novembre 1987 | Jean Montpezat                                                     |
| 1er décembre 1987 | 15 juillet 1988  | Clément Bouhin                                                     |
| 15 juillet 1988   | 11 janvier 1991  | Bernard Grasset                                                    |
| 15 janvier 1991   | 29 juillet 1994  | Alain Christnacht                                                  |
| 29 juillet 1994   | 12 août 1994     | Thierry Lataste (1re fois, par intérim)                            |
| 12 août 1994      | 16 août 1995     | Didier Cultiaux                                                    |
| 16 août 1995      | 18 août 1995     | Laurent Cayrel (par intérim)                                       |
| 18 août 1995      | 15 juillet 1999  | Dominique Bur                                                      |
| 15 juillet 1999   | 19 juillet 1999  | Bernard Bouloc (par intérim)                                       |
| 19 juillet 1999   | 29 juillet 2002  | Thierry Lataste (2e fois, mais 1re fois en tant que titulaire)     |
| 29 juillet 2002   | 31 juillet 2002  | Alain Triolle (par intérim)                                        |
| 31 juillet 2002   | 6 septembre 2005 | Daniel Constantin                                                  |
| 6 septembre 2005  | 9 septembre 2005 | Louis Le Franc (par intérim)                                       |
| 9 septembre 2005  | 15 octobre 2007  | Michel Mathieu (démissionnaire)                                    |
| 15 octobre 2007   | 9 novembre 2007  | Jean-Bernard Bobin (par intérim)                                   |
| 9 novembre 2007   | 6 octobre 2010   | Yves Dassonville (nommé par décret du 29 octobre)                  |
| 6 octobre 2010    | 2 novembre 2010  | Thierry Suquet (par intérim, 1re fois)                             |
| 2 novembre 2010   | 2 février 2013   | Albert Dupuy (nommé par décret du 6 octobre)                       |
| 2 février 2013    | 27 février 2013  | Thierry Suquet (par intérim, 2e fois)                              |
| 27 février 2013   | 23 juillet 2014  | Jean-Jacques Brot (nommé par décret du 23 janvier, démissionnaire) |
| 23 juillet 2014   | 18 août 2014     | Pascal Gauci (par intérim)                                         |
| 18 août 2014      | 20 juin 2016     | Vincent Bouvier (nommé par décret du 23 juillet)                   |
| 20 juin 2016      | 5 août 2019      | Thierry Lataste (nommé par décret du 25 mai 2016)                  |
| 5 août 2019       | 12 juin 2021     | Laurent Prévost (nommé par décret du 10 juillet 2019)              |
| 12 juin 2021      | 6 février 2023   | Patrice Faure (nommé par décret du 19 mai 2021)                    |
| 6 février 2023    | 2 mai 2025       | Louis Le Franc (nommé par décret du 15 janvier 2023)               |
| 3 mai 2025        | En cours         | Jacques Billant (nommé par décret du 9 avril 2025)                 |